# Cyperus kilimandscharicus
Cyperus kilimandscharicus är en halvgräsart som beskrevs av Georg Kükenthal. Cyperus kilimandscharicus ingår i släktet papyrusar, och familjen halvgräs. Inga underarter finns listade i Catalogue of Life.